# Heading for Tomorrow
A Heading for Tomorrow a német Gamma Ray együttes 1990-ben megjelent első lemeze. Az anyagot február 19-én adta ki a Noise Records. Az album főként Japánban és hazájukban aratott sikereket. Az albumról a címadó dal az évek múlásával igazi epikus Gamma himnusszá nőtte ki magát, melynek egyes részleteit Kai Hansen és Piet Sielck már az 1980-as évek elején megírta. Ezen az albumon még erősen érződött a Helloween hatása.
Az albumon vendégként szerepelt Dirk Schlachter basszusgitáros (aki később állandó taggá vált), Tommy Newton gitáros (Free Time), Tammo Vollmers dobos és Mischa Gerlach szintetizátoros. Az utolsó szám a Look at Yourself a klasszikus Uriah Heep dal feldolgozása.
A bakeliten megjelent első kiadáson még nem a Gamma Ray felirat szerepelt, hanem egy Kai Hansen logo. Az albumot 2002-ben újra kiadták három bónuszdallal.

## Számlista
1. "Welcome" (Hansen) – 0:57
2. "Lust for Life" (Hansen) – 5:19
3. "Heaven Can Wait" (Hansen) – 4:28
4. "Space Eater" (Hansen) – 4:34
5. "Money" (Hansen) – 3:38
6. "The Silence" (Hansen) – 6:24
7. "Hold Your Ground" (Hansen) – 4:49
8. "Free Time" (Scheepers) – 4:56
9. "Heading for Tomorrow" (Hansen) – 14:31
10. "Look at Yourself" (Ken Hensley) – 4:45 (Uriah Heep feldolgozás)

Japán Verzió Bónusz száma
1. "Mr. Outlaw" (Scheepers) – 4:09

### 2002-es CD-s kiadás bónuszai
1. "Mr. Outlaw" (Scheepers) – 4:09
2. "Lonesome Stranger" (Hansen) – 4:58
3. "Sail On" (Hansen) – 4:24

## Zenészek
- Ének: Ralf Scheepers
- Gitár: Kai Hansen
- Basszusgitár: Uwe Wessel
- Dob: Mathias Burchardt

### Vendég Zenészek
- Basszusgitár: Dirk Schlächter ("Space Eater" & "Money")
- Gitár: Tommy Newton ("Freetime")
- Dob: Tammo Vollmers ("Heaven Can Wait")
- Billentyűsök: Mischa Gerlach

## Külső hivatkozások
- gammaray.org